# Gestreifter Korallenwächter
Der Gestreifte Korallenwächter oder Forsters Büschelbarsch (Paracirrhites forsteri) ist ein tropischer Fisch der Familie der Büschelbarsche (Cirrhitidae) und gehört somit zu den Barschverwandten (Percomorphaceae).

## Merkmale
Gestreifte Korallenwächter haben eine typische Barschgestalt mit einem relativ großen Kopf. Ihre Färbung ist sehr variabel. Die Grundfarbe ist meist weiß, gelblich oder rot. Die Rückenlinie ist blassgrau bis gelblich, im oberen Drittel der Flanken zieht sich vom Kopf bis zum Schwanzflossenansatz  ein dunkelbrauner bis schwarzer Längsbalken, der manchmal auch nur im hinteren Körperdrittel ausgeprägt ist. Die Wangen sind rot, braun, grau oder weiß und rot oder schwarz gepunktet. Sie werden 18 bis 22 cm lang.

## Vorkommen
Gestreifte Korallenwächter kommen, wie die meisten Arten seiner Familie auch, über Korallenbänken im tropischen Indopazifik, im Roten Meer und vor den Küsten Hawai'is vor. Auch vor der West- und der Ostküste Australiens und den davor liegenden Inseln kann man sie finden.

## Ernährung
Gestreifte Korallenwächter verweilen auf ihren verdickten Brustflossenstrahlen über Korallen und warten dort auf vorbeischwimmende Beute, meist Fische und Krustentiere.

## Aquaristik
Für die Aquarienhaltung der Gestreiften Korallenwächter benötigt man ein Becken von mindestens 400 l Wasser, das zwischen 24 und 26 °C temperiert sein sollte. Zur Ernährung im Handel erhältlich sind Artemia, Mysis, Garnelen, Lebendfutter und grobe Sorten Frostfutter. Die Gestreiften Korallenwächter sind anspruchslos und einfach zu halten, im Handel jedoch wird er selten angeboten. Da sie in der Natur kleine Fische und Garnelen fressen, sollte man sie nicht mit potentieller Beute, z. B. kleinen Riffbarschen der Gattung Chromis vergesellschaften.